# Соловейко японський
Солове́йко японський (Larvivora akahige) — вид горобцеподібних птахів родини мухоловкових (Muscicapidae). Мешкає в Східній Азії.

## Опис

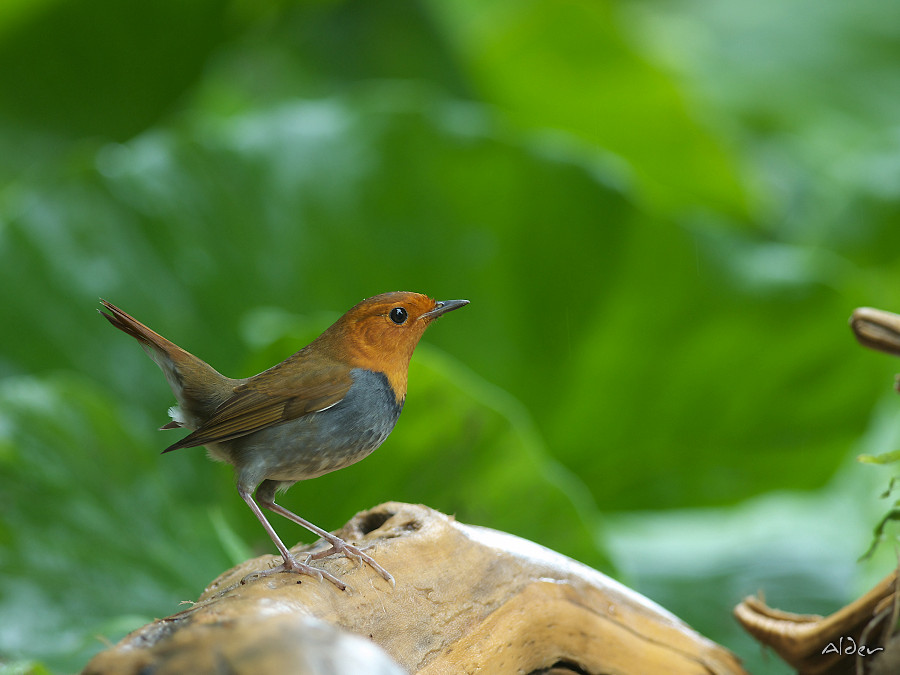
Японський соловейко

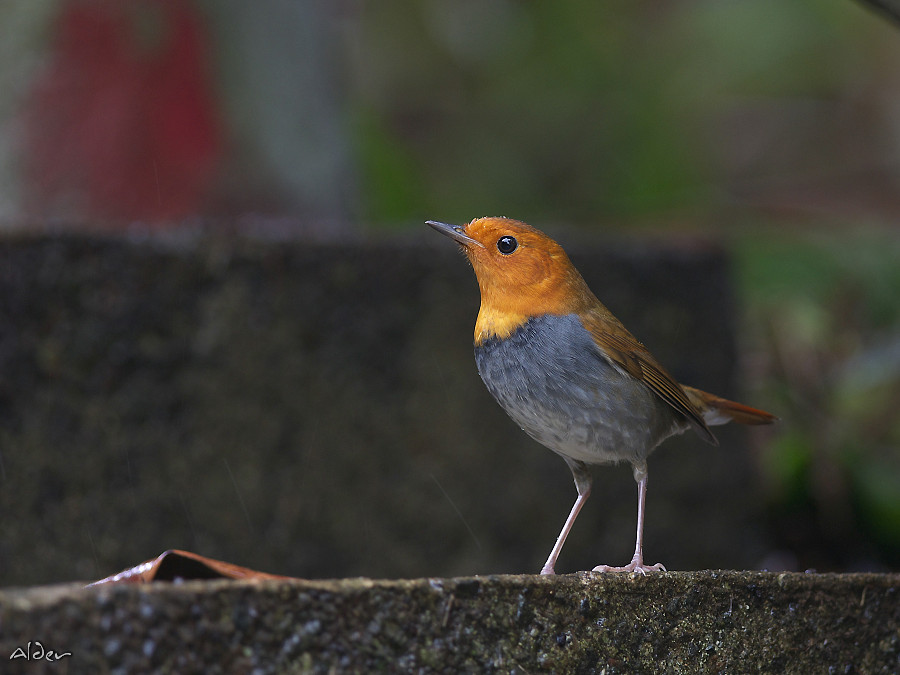
Японський соловейко (Тайвань)

Довжина птаха становить 14-15 см, вага 13-20 г. У самців голова, горло і верхня частина грудей яскраво-оранжево-коричневі, на грудях вузька чорнувата смуга, решта нижньої частини тіла темно-сіра. Тім'я, потилиця, решта верхньої частини тіла і крила оливково-коричневі, хвіст рудувато-коричневий. Дзьоб чорний, лапи рожевувато-коричневі. Самиці мають менш яскраве забарвлення, голова у них тьмяна, груди і боки мають коричнюватий відтінок.
Молоді птахи мають переважно коричневе забарвлення, голова і шия у них поцятковані світлими плямами. Обличчя і горло тьмяно-рудувато-коричневі, груди і боки дещо блідіші, пера на них мають широкі тьмяні або оливкові кінчики. У представників підвиду L. a. tanensis чорна смуга на грудях відсутня, а нижня частина дзьоба бліда.

## Підвиди
Виділяють два підвиди:
- L. a. akahige (Temminck, 1835) — південний Сахалін, Курильські острови, острови Японського архіпелагу від Хоккайдо до Кюсю, острівці на південь від Кюсю;
- L. a. tanensis (Kuroda, Nm, 1923) — острови Ідзу.

Деякі дослідники виділяють підвид L. a. tanensis у окремий вид Larvivora tanensis

## Поширення і екологія
Японські соловейки гніздяться на островах Японії і Росії. Взимку вони мігрують до Східного і Південного Китаю, бродячі птахи спостерігалися в Кореї, Індокитаї і на Тайвані. Японські соловейки живуть в густому підліску хвойних і мішаних лісів і в густих заростях на берегах водойм, в парках і садах, переважно в гірських долинах. Зимують у вічнозелених лісах, парках і садах, на висоті до 1525 м над рівнем моря. 
Японські соловейки живляться комахами та іншими безхребетними, яких шукають на землі і в підліску. На Сахаліні гніздяться з травня по червень, в Японії до середини липня. У кладці від 3 до 5 яєць. Інкубаційний період триває 12—14 днів, пташенята покидають гніздо через 12—14 днів після вилуплення. Насиджують самиці. японські соловейки іноді стають жертвами гніздового паразитизму рудоволих зозуль.